# Jan Brugge
Johannes Nicolaas (Jan) Brugge (Purmerend, 19 februari 1918 – Deventer, 24 november 2000) was een Nederlandse beeldhouwer, schilder, medailleur en tekenleraar.

## Leven en werk

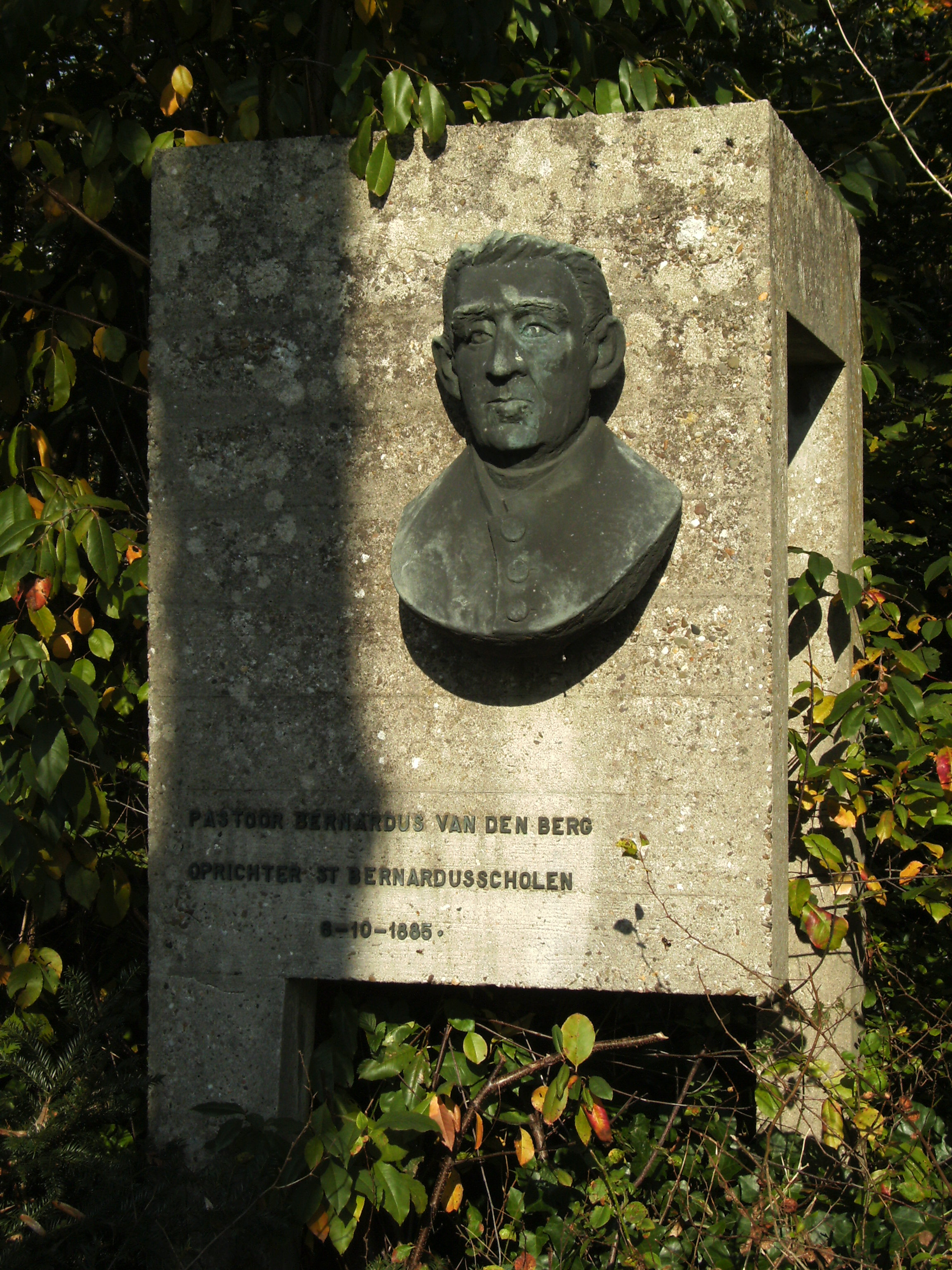
Plaquette van pastoor Bernardus van den Berg, gemaakt door Jan Brugge

Jan Brugge was een leerling van de beeldhouwer en medailleur Gijs Jacobs van den Hof en de kunstschilder Hendrik Valk. Hij is opgeleid aan de Academie voor Beeldende Kunsten in Arnhem. Brugge was werkzaam als aquarellist, beeldhouwer, schilder en tekenaar.
Na de Tweede Wereldoorlog sloot hij zich aan bij De Nieuwe Groep, een vernieuwende kunstenaarsgroep waarvan onder andere Ben Akkerman, Jan Broeze, Johan Haanstra en Riemko Holtrop de oprichters waren.
Als kunstenaar beheerste Brugge meerdere technieken. Zijn omvangrijke oeuvre laat een ontwikkeling zien van figuratie naar abstractie. Een studiereis naar Zuid-Frankrijk in 1951 vormde het omslagpunt in deze ontwikkeling. Deze studiereis had hij te danken aan zijn vriendschap met de Holtense huisarts J.P. Nagelhout. Hij was een maatschappelijk betrokken kunstenaar.
Jan Brugge is de vader van Pieter Jan Brugge.

## Tentoonstellingen
- In oktober 2008 was in het gemeentehuis van Rijssen-Holten een tentoonstelling gewijd aan de twaalf schilderijen die hij maakte tijdens een reis door Zuid-Frankrijk.
- In februari 2009 verscheen een boek over zijn leven en was er een overzichtstentoonstelling in de Bergkerk te Deventer.

- Biografisch Portaal: 99539085
- Gemeinsame Normdatei: 138203865
- International Standard Name Identifier: 0000 0000 6325 9352
- Library of Congress Control Number: no2009104654
- Nederlandse Thesaurus van Auteursnamen: 317577891
- RKD-Nederlands Instituut voor Kunstgeschiedenis: 13308
- Système universitaire de documentation: 143300172
- Virtual International Authority File: 88255134
- WorldCat: E39PBJmP8MyYBW6kDtdB6Qr6rq